# Posiołok sowchoza Udarnik
Posiołok sowchoza Udarnik (ros. Архангельское) – osiedle w Rosji, w obwodzie lipieckim, w rejonie usmańskim. W 2010 liczyło 419 mieszkańców.